# Otto Bradfisch

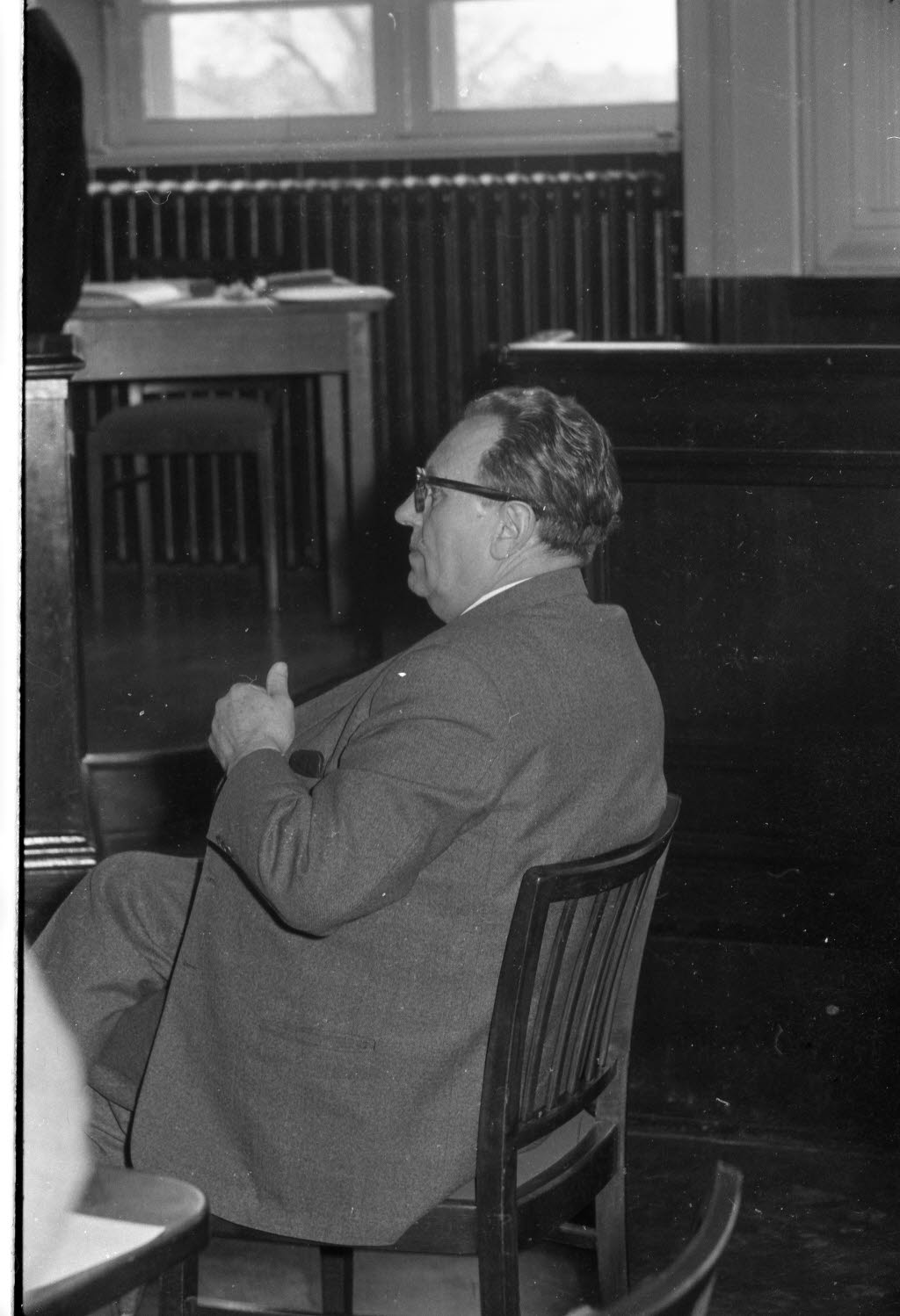
Otto Bradfisch im Kieler Schwurgericht als Zeuge
(27. Februar 1964)

Otto Bradfisch (* 10. Mai 1903 in Zweibrücken; † 22. Juni 1994 in Seeshaupt) war ein deutscher Volkswirt und Jurist, SS-Obersturmbannführer, Führer des Einsatzkommandos 8 der Einsatzgruppe B der Sicherheitspolizei und des SD, Kommandeur der Sicherheitspolizei und des SD in Litzmannstadt (Łódź) und Potsdam.

## Schule und Ausbildung
Otto Bradfisch wurde 1903 in Zweibrücken, einer Stadt in der bayrischen Pfalz, als zweites von vier Kindern des Lebensmittelkaufmanns Karl Bradfisch geboren.
In Kaiserslautern besuchte er vier Jahre die Volksschule und anschließend das humanistische Gymnasium. 1922 legte er die Reifeprüfung ab.
An den Universitäten Freiburg, Leipzig, Heidelberg und Innsbruck studierte Bradfisch Volkswirtschaft. Sein Studium beendete er am 18. Dezember 1926 mit der Promotion zum Dr. rer. pol. an der Universität Innsbruck. Anschließend studierte er noch Rechtswissenschaften in Erlangen und München, um seine beruflichen Möglichkeiten in wirtschaftlich schwierigen Zeiten zu verbessern. Die erste juristische Staatsprüfung legte er am 17. Februar 1932 ab, die zweite am 20. September 1935.

## Beruflicher und politischer Werdegang
Zunächst als Assessor bei der Regierung von Oberbayern beschäftigt, wurde er alsbald als Regierungsassessor in das Bayerische Staatsministerium des Innern versetzt.
Bereits zum 1. Januar 1931 war Bradfisch der NSDAP beigetreten (Mitgliedsnummer 405.869). Zur Zeit seines Studiums in München war er als stellvertretender Ortsgruppenleiter in München-Freimann tätig. Am 26. September 1938 trat er der SS (SS-Nr. 310.180) als Obersturmführer bei. In den beiden vorhergehenden Jahren gehörte er dem Nationalsozialistischen Kraftfahrkorps (NSKK) an.
Auf Anregung eines Bekannten hin bewarb sich Bradfisch für den Dienst in der Gestapo, in die er am 15. März 1937 übernommen und mit der stellvertretenden Leitung der Staatspolizeistelle Neustadt a.d. Weinstraße betraut wurde.
Am 4. November 1938 zum Regierungsrat ernannt, verblieb er dort bis zum Überfall auf die Sowjetunion im Juni 1941.

## Führer des Einsatzkommandos 8 der Einsatzgruppe B
Die Einsatzgruppe B gehörte zu den insgesamt vier Einsatzgruppen, die beim deutschen Überfall auf die Sowjetunion für „Sonderaufgaben“ eingesetzt wurden. Sie stand unter der Leitung von Arthur Nebe und gliederte sich in die Einsatzkommandos 8 und 9, die Sonderkommandos 7a und 7b sowie das „Vorkommando Moskau“ und war der Heeresgruppe Mitte zugeteilt. Aufgabe der Einsatzgruppen der Sicherheitspolizei und des SD war, entsprechend dem „Kommissarbefehl“ vom 6. Juni 1941 sowie einem schriftlichen Befehl von Reinhard Heydrich vom 2. Juli 1941, in den eroberten Ostgebieten neben der Sicherung des rückwärtigen Armeegebietes und der Wahrnehmung allgemeiner polizeilicher Aufgaben bis zur Einrichtung einer Zivilverwaltung, die „Sonderbehandlung der potentiellen Gegner“, d. h. die Eliminierung

„alle[r] Funktionäre der Komintern (wie überhaupt alle kommunistischen Berufspolitiker schlechthin), die höheren, mittleren und radikalen unteren Funktionäre der Partei, des Zentralkomitees, der Gau- und Gebieteskomitees, Volkskommissare, Juden in Partei- und Staatsstellungen, sonstige radikale Elemente (Saboteure, Propagandeure, Heckenschützen, Attentäter, Hetzer usw.).“

Dieser Personenkreis wurde in Heydrichs Befehl noch ausgeweitet auf alle „politisch untragbaren Elemente“ unter den Kriegsgefangenen und schließlich alle „rassisch Minderwertigen“ wie Juden, Zigeuner und „asiatische Elemente“.
Zunächst für die Stelle eines Stabreferenten im Stab der EG B vorgesehen, nahm Bradfisch an einer Grundsatzbesprechung in der Grenzpolizeischule Pretzsch unter Leitung von Heydrich und Heinrich Müller, Leiter des Amtes IV (Gestapo) des RSHA, teil. Anschließend bat der ursprünglich vorgesehene Führer des EK 8, der kommissarische Leiter der Stapostelle Liegnitz Ernst Ehlers, den Führer der EG B Nebe, ihn von dieser Aufgabe zu entbinden. Nebe entsprach Ehlers’ Ersuchen und ersetzte ihn durch Bradfisch als Führer des EK 8. Dieser hatte in Kenntnis der bevorstehenden Aufgaben hiergegen keine Einwände.
Das EK 8 unter Bradfischs Leitung bestand aus sechs Teiltrupps in unterschiedlicher Personalstärke, die einem SS-Führer unterstellt waren, mit insgesamt ca. 60–80 Mann. Entsprechend seiner bisherigen Dienststellung als Regierungsrat und Leiter der Staatspolizeistelle Neustadt a.d. Weinstraße, wurde Bradfisch als Führer des EK 8 der Angleichungsdienstgrad eines SS-Sturmbannführers verliehen.
Mit dem Überfall auf die Sowjetunion am 22. Juni 1941 rückte das EK 8 im Gefolge der Heeresgruppe Mitte über Białystok und Baranowicze Ende Juli 1941 in Minsk ein. Am 9. September 1941 erreichte es Mogilew, wo im Hinblick auf das Stocken der deutschen Offensive nach der erfolgreichen Kesselschlacht bei Smolensk und dem bevorstehenden Winter fester Aufenthalt genommen wurde.
Zur Art und Weise, wie das EK 8 seine befohlenen Aufgaben erfüllte und wie sie mehr oder weniger bei allen Einsatzkommandos gleich waren, hat das Landgericht München I im Urteil vom 21. Juli 1961 folgende Schilderung gegeben:

„In Ausführung des Befehls zur Vernichtung der jüdischen Ostbevölkerung sowie anderer gleichfalls als rassisch minderwertig angesehener Bevölkerungsgruppen und der Funktionäre der russischen KP führte das EK 8 nach Überschreitung der im Jahre 1939 zwischen dem Deutschen Reich und der Sowjetunion festgelegten Demarkationslinie laufend Erschießungsaktionen durch, bei denen hauptsächlich Juden getötet wurden. […] Die Erfassung der Juden in den jeweils betroffenen Orten – im damaligen Sprachgebrauch als ‚Überholung‘ bezeichnet – geschah in der Weise, daß die Ortschaften oder Straßenzüge von einem Teil der Angehörigen des Einsatzkommandos umstellt wurden und anschließend die Opfer durch andere Kommandoangehörige aus ihren Häusern und Wohnungen wahllos zusammengetrieben wurden. […]
Die Exekutionsstätten wurden jeweils durch Angehörige des Einsatzkommandos oder diesem unterstellte Polizeibeamte abgeriegelt, so daß für die in unmittelbarer Nähe der Erschießungsgruben auf ihren Tod wartenden Menschen keine Möglichkeit bestand, ihrem Schicksal zu entrinnen. Vielmehr hatten sie Gelegenheit – dieser Umstand stellt eine besondere Verschärfung ihrer Leiden dar –, das Krachen der Gewehrsalven oder der Maschinenpistolenschüsse zu hören und in einzelnen Fällen sogar die Erschiessungen, denen Nachbarn, Freunde und Verwandte zum Opfer fielen, zu beobachten.
Angesichts dieses grausigen Geschicks brachen die Opfer häufig in lautes Weinen und Wehklagen aus, beteten laut und versuchten, ihre Unschuld zu beteuern. Zum Teil aber gingen sie ruhig und gefasst in den Tod.“

Bradfisch war als Führer des EK 8 verantwortlich für alle Maßnahmen und Exekutionen. Teilweise hat er die Exekutionen selbst geleitet und in Einzelfällen auch eigenhändig geschossen. Beispielhaft seien genannt:
- Białystok: zwei Erschießungsaktionen von mindestens 1100 Juden und angeblichen kommunistischen Funktionären
- Baranowicze: zwei Erschießungsaktionen von mindestens 381 Juden
- Minsk: sieben Judenerschießungen von mindestens 2000 Menschen
- Mogilew: acht Erschießungsaktionen von mindestens 4.100 jüdischen Männern, Frauen und Kindern sowie sowjetischen Kriegsgefangenen
- Bobruisk: Großaktion, bei der mindestens 5000 jüdische Männer, Frauen und Kinder erschossen wurden

Über die Tätigkeit seines Einsatzkommandos hatte Bradfisch der übergeordneten Einsatzgruppe B zu berichten, die diese zusammengefasst mit denen der anderen Einsatzkommandos an das RSHA sandte. Dort wurden vom Amt IV A die einzelnen Meldungen zu den Ereignismeldungen komprimiert.

## Kommandeur der Sicherheitspolizei und des SD
Bradfisch war bis März 1942 als Leiter des EK 8 tätig. Am 26. April 1942 wurde er in das von den Nationalsozialisten „Litzmannstadt“ genannte Łódź versetzt und zum Leiter der dortigen Staatspolizeistelle ernannt. In dieser Funktion war er auch verantwortlich für die Judendeportationen ins Vernichtungslager Kulmhof. Kommandeur der Sicherheitspolizei und des SD wurde er im Sommer 1942. Im Herbst desselben Jahres erfolgte seine kommissarische Bestellung zum Oberbürgermeister von Litzmannstadt. In dieser Eigenschaft wurde er auch am 25. Januar 1943 zum Oberregierungsrat bzw. SS-Obersturmbannführer befördert.

## Kriegsende
Nach der kriegsbedingten Räumung der Stadt im Dezember 1944 war Bradfisch während der letzten Kriegsmonate als Kommandeur der Sicherheitspolizei und des SD in Potsdam tätig. Er konnte sich beim Herannahen der Roten Armee nach Westen absetzen und ein Wehrmachtssoldbuch auf den Namen eines Unteroffiziers Karl Ebers verschaffen.
Nach zunächst amerikanischer Kriegsgefangenschaft wurde er in englischen Gewahrsam übergeben und bereits im August 1945 entlassen.

## Nachkriegszeit
Bis 1953 konnte Bradfisch unter dem Namen Karl Ebers seine wahre Identität verbergen. Er war anfangs in der Landwirtschaft und später im Bergbau beschäftigt. Als Versicherungsangestellter in Kaiserslautern, zuletzt bei der Hamburg-Mannheimer Versicherung als Bezirksdirektor, nahm er wieder seinen richtigen Namen an.
Am 21. April 1958 wurde Bradfisch vorläufig festgenommen und mit Urteil des Landgerichts I München vom 21. Juli 1961 Az.: 22 Ks 1/61 wegen eines in Mittäterschaft begangenen Verbrechens der Beihilfe zum gemeinschaftlichen Mord in 15.000 Fällen zu zehn Jahren Zuchthaus verurteilt. 1963 wurde er in Hannover ein weiteres Mal verurteilt, die beiden Haftstrafen wurden zu einer Dauer von 13 Jahren zusammengefasst. Bereits am 16. Oktober 1965 konnte er das Gefängnis für längere Zeit verlassen. 1969 wurde er unter Mithilfe des Theologen Hermann Schlingensiepen vorzeitig entlassen.
Aus seiner am 23. November 1932 geschlossenen Ehe gingen drei Kinder hervor, von denen das jüngste in Litzmannstadt geborene Mädchen 1945 auf der Flucht vor den sowjetischen Truppen umkam.